# Bangkok Post

Le Bangkok Post est un quotidien grand format de langue anglaise publié à Bangkok, en Thaïlande. Son premier numéro est paru le 1er août 1946. Il comportait 4 pages et coûtait 1 baht, une somme considérable pour l'époque.
C'est le plus ancien quotidien de Thaïlande et il est diffusé selon certaines sources à environ 75 000 exemplaires, à 70 000 ou à 55 000 exemplaires d'après l'hebdomadaire Courrier international. 
C'est le journal de référence en langue anglaise, devant son concurrent le plus direct The Nation.
C'est le quotidien des élites urbaines et des expatriés. Ce public visé composé essentiellement de haut revenus lui assure des rentrées publicitaires importantes.
Réalisé par une équipe internationale, le Bangkok Post a forgé sa réputation sur la qualité de ses informations sur la péninsule indochinoise, en particulier la Thaïlande et la Birmanie.

## Histoire
Le journal a été créé par Alexander MacDonald, un ancien officier de l'OSS, et son associé thaïlandais Prasit Lulitanond. À l'époque, la Thaïlande était le seul pays d'Asie du Sud-Est à posséder une ambassade soviétique, et l'ambassade américaine considérait qu'il lui fallait un journal indépendant, mais de tendance pro-américaine, pour présenter ses points de vue. Certaines sources affirment que le financement initial provenait directement du département d'État des États-Unis, ou même de l'OSS elle-même.
Cependant, sous la houlette de MacDonald, le Bangkok Post s'est montré assez indépendant. Il a employé beaucoup de jeunes journalistes, dont Peter Arnett et T. D. Allman, qui ont ensuite acquis une notoriété internationale.
Dans un pays où la censure des médias est commune, le Bangkok Post se définit comme comparativement libre. Cela s'est révélé faux dans plusieurs circonstances notables et le journal a souvent été accusé de s'autocensurer pour éviter la controverse ou d'entrer en conflit avec des intérêts puissants. Il ne critique jamais la monarchie thaïlandaise, ce qui serait impopulaire et constituerait un crime de lèse-majesté. Durant la Guerre du Viêt Nam, il gardait le silence sur les bombardements du Nord-Vietnam et du Cambodge à partir des bases aériennes américaines de Thaïlande (à cette époque, il n'en était pas question non plus dans la presse locale). Un autre exemple d'autocensure était, jusqu'à une date récente, sa réticence à dénoncer des personnalités puissantes et corrompues.
Alexander MacDonald a quitté la Thaïlande après un coup d'état militaire dans les années 1950, et la direction du journal a été reprise par le Canadien Roy Thomson. Il a depuis changé de main plusieurs fois. Ses actionnaires principaux sont la famille Chirathivat (propriétaire du conglomérat Central Group), le South China Morning Post de Hong Kong and GMM Grammy, la plus grande société de médias et de divertissement de Thaïlande.  
Un journal rival du soir, le Bangkok World, a été lancé dans les années 1960, mais le Bangkok Post l'a racheté en 1971 et fermé au milieu des années 1980 pour cause de ventes déclinantes.
Aujourd'hui, son principal concurrent est The Nation, un quotidien à capitaux et direction thaïlandais. The Nation a plus de correspondants locaux et est plus royaliste que le Bangkok Post. Il a aussi des liens avec le Parti démocrate et couvre plus le conflit dans le Sud de la Thaïlande. Le Bangkok Post, par contraste, emploie plusieurs anciens activistes étudiants et rapporte les événements du point de vue de la classe moyenne urbaine, en se qualifiant de « family newspaper » (journal de la famille). Pendant le mandat de premier ministre de Thaksin Shinawatra (2001-2006), le Bangkok Post a suivi la ligne du gouvernement, renvoyant même sous sa pression un journaliste qui avait parlé des fissures des pistes de l'aéroport Suvarnabhumi et son supérieur, tandis que The Nation faisait campagne pour la démission de Thaksin. Cela n'était pas l'expression d'un support inconditionnel pour le premier ministre, mais plutôt d'une sympathie pour certaines personnalités gouvernementales et de précautions à l'égard des annonceurs du journal.
Le Bangkok Post fait aussi campagne pour une version du bouddhisme réformée et austère, libéré des éléments animistes traditionnels, considérés comme des superstitions, et contre la corruption dans la communauté bouddhique officielle (sangha).[réf. nécessaire]
Le Bangkok Post possédait une section hebdomadaire, titrée « Nite Owl » (la chouette), consacrée à la vie nocturne à Bangkok. Celle-ci a été publiée de 1966 (dans le Bangkok World) à 2004 par l'éditorialiste Bernard Trink. La page du courrier des lecteurs est également un lieu d'échanges animés.